# Infamy
Infamy (с англ. — «Печально известный») — пятый студийный альбом американского хип-хоп-дуэта Mobb Deep, выпущенный 11 декабря 2001 года на лейбле Loud Records.
В записи альбома приняли участие рэперы Big Noyd, Infamous Mobb, Littles и R&B-исполнители Lil’ Mo, 112, Vita и Ronald Isley. Альбом был спродюсирован Havoc'ом при содействии Scott Storch, The Alchemist и EZ Elpee.
Альбом был продан тиражом более 800 тысяч экземпляров в Соединённых Штатах и был сертифицирован RIAA как «золотой» спустя полтора месяца после выхода, 29 января 2002 года. Infamy также получил положительные отзывы от The Source и HipHopDX, а также от AllMusic и журнала Rolling Stone.
Альбом дебютировал на 22 месте в чарте Billboard 200 и 1 месте в чарте Top R&B/Hip-Hop Albums в американском журнале Billboard. Альбом содержит три сингла, которые попали в чарты журнала Billboard: «Burn» (feat. Vita & Noyd), «Hey Luv (Anything)» и «Get Away».

## Приём критиков
| Оценки критиков      | Оценки критиков |
| Источник             | Оценка          |
| -------------------- | --------------- |
| Allmusic             | [ 4 ]           |
| Entertainment Weekly | C+              |
| HipHopDX             | [ 6 ]           |
| Los Angeles Times    | [ 7 ]           |
| RapReviews           | 6.5/10          |
| Rolling Stone        | [ 9 ]           |
| Vibe                 | [ 10 ]          |

Infamy получил положительные отзывы от музыкальных критиков. Джейсон Бирчмейер из AllMusic присвоил альбому три звезды из пяти, добавив «Долгое время считавшаяся самой суровой и хардкорной рэп-группой Нью-Йорка 90-х годов, Mobb Deep наконец-то немного смягчилась в Infamy. Альбом является поворотным моментом для Prodigy и Havoc — и действительно своевременным. Незадолго до того, как Infamy попал на улицы, Jay-Z оскорбил Mobb Deep — как и Nas — на треке „Takeover“, в особенности оскорбляя Prodigy за фальшь. Nas нанёс ответный удар на своём альбоме Stillmatic с песней „Ether“; А Мобб Дип нет. Вместо этого дуэт из Куинсбриджа занялся своими делами и выпустил альбом Infamy, свой самый доступный альбом — такой альбом, который многие фанаты никогда бы не ожидали. Конечно, Mobb Deep до сих пор представляет уличную жизнь, без сомнения иллюстрируя это на таких песнях как „Kill That Nigga“, „My Gats Spiting“ и „Hurt Niggas“. Однако такие песни, как „Pray for Me“, „Hey Luv (Anything)“ и „There I Go Again“, послали совсем другое сообщение; на первой песне участвует Lil 'Mo, на второй группа 112 и на третьей певец Ron Isley — каждый там, чтобы сгладить грубый звук Mobb Deep. И это работает, особенно в случае с балладой о бандитах „Hey Luv (Anything)“, которая привлекла наибольшее внимание, которое дуэт только испытал, и представила Mobb Deep широкой аудитории.».

## Список композиций
| №   | Название                                           | Продюсер(ы)   | Длительность |
| --- | -------------------------------------------------- | ------------- | ------------ |
| 1.  | «Pray for Me» (featuring Lil' Mo)                  | Havoc         | 3:22         |
| 2.  | «Get Away»                                         | EZ Elpee      | 3:40         |
| 3.  | «Bounce»                                           | Havoc         | 4:13         |
| 4.  | «Clap»                                             | Havoc         | 4:53         |
| 5.  | «Kill That Nigga»                                  | Havoc         | 3:47         |
| 6.  | «My Gats Spitting» (featuring Infamous Mobb)       | Havoc         | 4:34         |
| 7.  | «Handcuffs»                                        | Havoc         | 3:34         |
| 8.  | «Hey Luv (Anything)» (featuring 112)               | Havoc         | 4:04         |
| 9.  | «The Learning (Burn)» (featuring Noyd and Vita)    | Havoc         | 4:17         |
| 10. | «Live Foul»                                        | Scott Storch  | 4:24         |
| 11. | «Hurt Niggas» (featuring Noyd)                     | Havoc         | 3:30         |
| 12. | «Get At Me»                                        | The Alchemist | 3:33         |
| 13. | «I Won't Fall»                                     | Scott Storch  | 4:20         |
| 14. | «Crawlin'»                                         | Havoc         | 4:07         |
| 15. | «Nothing Like Home» (featuring Littles)            | Havoc         | 4:27         |
| 16. | «There I Go Again / So Long» (featuring Ron Isley) | Scott Storch  | 10:17        |

## Семплы
Get Away
- «Taking Me Higher» by Barclay James Harvest

Nothing Like Home
- «Cause I Love You» by Lenny Williams

Get At Me
- «Project Titan 2» by Nick Ingman
- «Spread Love» by Mobb Deep

## Чарты

### Еженедельные чарты
| Чарт (2001)                            | Высшая позиция |
| -------------------------------------- | -------------- |
| Франция (SNEP)                         | 135            |
| США (Billboard 200)                    | 22             |
| США (Billboard Top R&B/Hip-Hop Albums) | 1              |

### Итоговые годовые чарты (альбом)
| Чарт (2002)                          | Позиция |
| ------------------------------------ | ------- |
| Top Billboard 200 Albums (Billboard) | 117     |
| Top R&B/Hip-Hop Albums (Billboard)   | 26      |

### Синглы
| 2002 | «Burn» (feat. Vita & Noyd)       | 99 | 56 | 14 |
| 2002 | «Hey Luv (Anything)» (feat. 112) | 58 | 32 | —  |
| 2002 | «Get Away»                       | —  | 75 | —  |

## Сертификации

### Альбом
| Регион | Сертификация | Продажи  |
| --- | ------------ | -------- |
| США (RIAA) | Золотой      | 800,000^ |
| * Данные о продажах приведены только на основе сертификации. ^ Данные о тиражах приведены только на основе сертификации. |              |          |